# 成智英
成智英（韓語：성지영，1996年01月09日—），又譯成知映，韓國女演員、模特兒。以化妝品品牌的廣告出道，並持續擔任該品牌專屬模特。2025年簽約演員經紀公司，開啟演員生涯。

## 演出作品

### 劇集
| 年份 | 播放平台 | 劇名                  | 角色   | 備註 |
| 2025 | tvN      | 《機智住院醫生生活》  | 惠善   | 客串 |
| 2025 | SBS      | 《TRY：我們成為奇蹟》 | 羅雪炫 | 配角 |

### MV
| 日期          | 歌名                   | 歌手            | 備註  |
| 2019年9月30日 | 《你的夜晚，我的早晨》 | Brown Eyed Soul | [ 4 ] |

## 外部連結
- 官方网站
- 成智英的Instagram帳戶
- 成智英在NAVER上的资料
- 成智英在Daum上的资料
- 成智英在HanCinema的頁面（英文）